# Università di Costantinopoli
L'Università Imperiale di Costantinopoli, detta anche Università degli Studi della Sala del Palazzo di Magnaura (Πανδιδακτήριον της Μαγναύρας), chiamata dai bizantini Pandidakterion (Πανδιδακτήριον), nell'Impero bizantino fu riconosciuta come università nell'848, anche se gli stati dell'Europa occidentale non la riconobbero mai come tale.
Come la maggior parte delle università medievali, era stata un'istituzione accademica per molti anni, prima che fosse riconosciuta come università: la fondazione della Scuola di Costantinopoli avvenne il 27 febbraio 425, sotto il regno di Teodosio II (408-450). Nell'849 la scuola fu riorganizzata dal futuro reggente al trono di Michele III, Bardas (856-866), che riconobbe ufficialmente la scuola con il titolo di università, divenendo di fatto la prima università del mondo.
L'università aveva le facoltà di medicina, di filosofia, di legge e di silvicoltura. Varie scuole di economia, politecnici, biblioteche e accademie di belle arti erano inoltre aperte in città, rendendo Costantinopoli il centro del pensiero nel mondo medioevale.
L'università venne chiusa dai turchi ottomani nel 1453, anno in cui cadde l'Impero bizantino.

## Storia

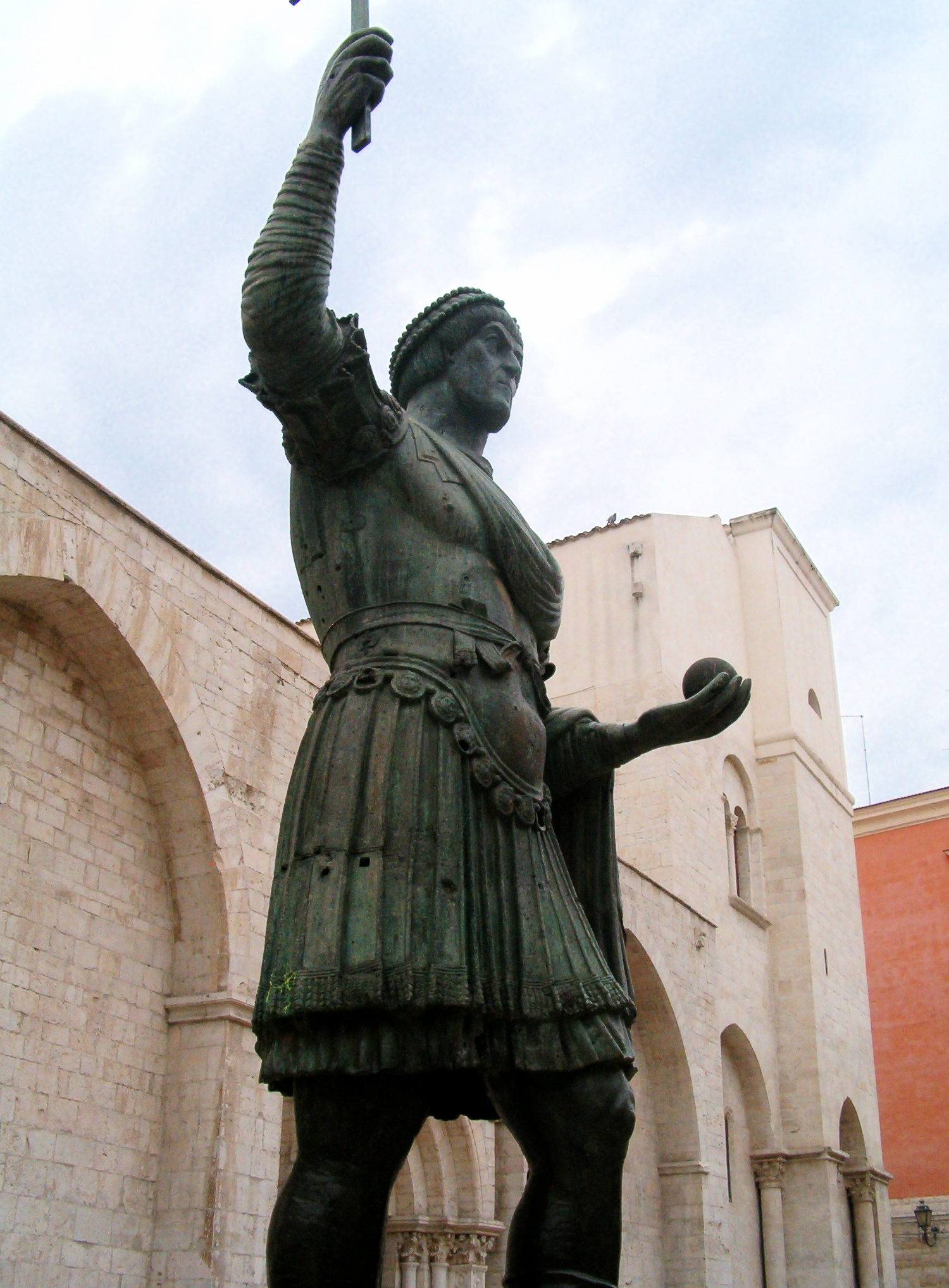
Il Colosso di Barletta, statua colossale identificata con Teodosio II, il fondatore dell'università di Costantinopoli.

La società bizantina, a differenza di quelle occidentali dell'alto Medioevo, era ben istruita, infatti l'impero bizantino aveva un alto livello di alfabetizzazione, in confronto al resto del mondo. Se la società bizantina era acculturata, era grazie al secolare sistema d'istruzione che esisteva in Grecia, e la stessa scuola di Costantinopoli fu una continuazione delle accademie dell'antica Grecia. L'istruzione primaria fu ampiamente disponibile, anche nei villaggi, e in tale società per entrambi i sessi. È in questo contesto che sì può capire la secolare università degli studi di Costantinopoli. La scuola di Costantinopoli non fu l'unica nell'Impero bizantino; prima della conquista musulmana del Nordafrica e del Levante, ci furono scuole anche nelle grandi città provinciali di Alessandria d'Egitto e Antiochia.
La scuola fu fondata il 27 febbraio 425 dall'imperatore bizantino Teodosio II, con il nome di Pandidakterion; fu inaugurata nel Capitolium di Costantinopoli nei pressi del Forum Bovis. La prima scuola di Costantinopoli aveva trentuno cattedre: 10 per la grammatica greca e latina, due per il diritto, una per la filosofia e otto cattedre per la retorica, di cui cinque in greco e tre in latino. Bisogna sottolineare che l'unico scopo del Pandidakterion era quello di formare funzionari pubblici per l'amministrazione dello Stato. È quasi certo che la scuola cessó di funzionare alla fine del regno dell'imperatore Eraclio (r. 610-641).
Nell'849 la scuola fu riaperta dal futuro reggente al trono di Michele III, il caesar Bardas (856-866), che riconobbe ufficialmente la scuola con il titolo di università.
Le materie principali, e anche quelle più frequentate dagli studenti, erano la retorica, la filosofia e il diritto. L'obiettivo dell'università era di istruire persone competenti, che potessero diventare burocrati o uomini di stato o di chiesa. In questo senso l'università di Costantinopoli fu l'equivalente laico della scuola teologica. L'università mantenne un ruolo attivo nella tradizione filosofica del platonismo e dell'aristotelismo, la prima delle quali rappresenta il più lungo esempio ininterrotto di scuola platonica, essendo rimasta attiva per quasi due millenni consecutivi, fino al XV secolo.
L'università è esistita fino alla caduta di Costantinopoli, avvenuta il 29 maggio 1453.

### Fonti primarie
- (LA) IMPERATORIS THEODOSII CODEX, Constantinopolis.

### Fonti secondarie
- (FR) Raymond Janin, Constantinople Byzantine, 1ª ed., Paris, Institut français d'etudes byzantines, 1950.
- (EN) Athanasios Markopoulos, EDUCATION IN CONSTANTINOPLE DURING THE BYZANTINE PERIOD, in History of Istanbul, vol. 8, 2019. URL consultato il 6 maggio 2024.